# Transparang

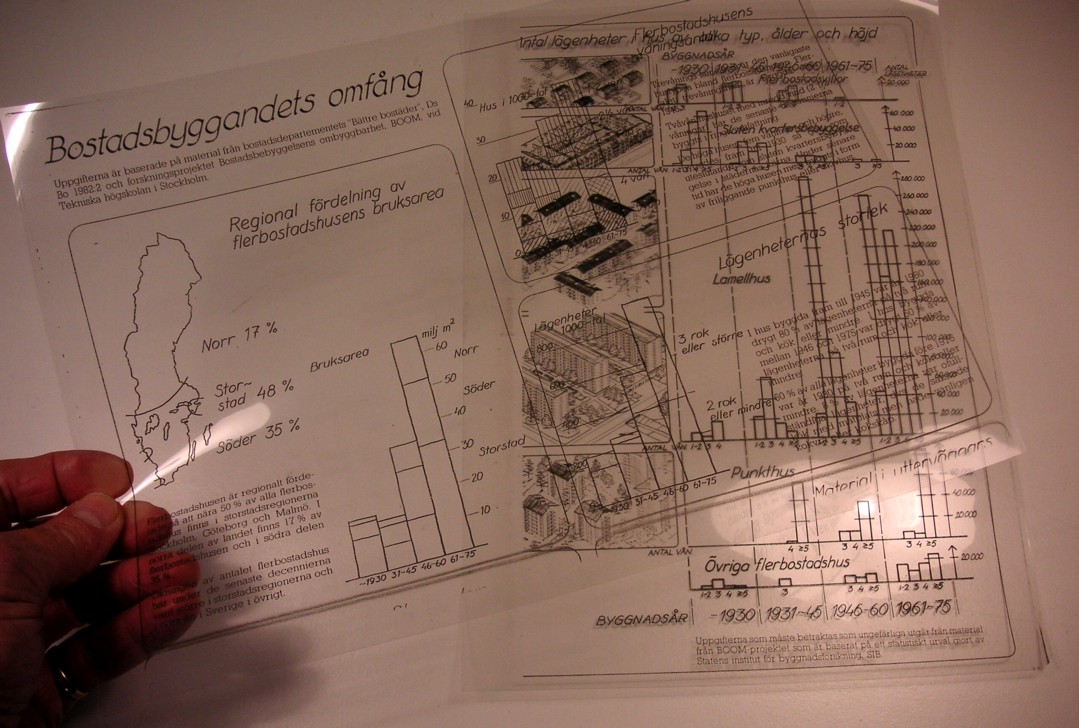
Transparang pa norska (2007).

En transparang (franska transparent av latin transparens, "genomskinlig") är en målning eller skylt som är belyst bakifrån. Tidigare utfördes transparanger med genomskinliga färger på pergament, glas, papper eller andra hel- eller halvgenomskinliga material. I dag kan overheadbilder sägas vara en typ av transparang.